# Erax aquaticus
Erax aquaticus är en tvåvingeart som beskrevs av Giovanni Antonio Scopoli 1763. Erax aquaticus ingår i släktet Erax och familjen rovflugor.
Artens utbredningsområde är Slovenien. Inga underarter finns listade i Catalogue of Life.